# Abdelaziz Ali Guechi
Abdelaziz Ali Guechi (Annaba, 1º novembre 1990) è un calciatore algerino, difensore dell'Al-Thoqbah.

## Carriera
È stato convocato per partecipare al campionato UNAF Under-23 2010. Il 15 dicembre 2010 segnò il suo primo gol contro l'Under-23 marocchina. Il 16 novembre 2011 fu scelto per far parte della squadra algerina che avrebbe partecipato al Campionato africano di calcio Under-23 2011 in Marocco.